# Cape Henry Lighthouse
Cape Henry Lighthouse ist ein Leuchtturm in Virginia Beach, Virginia, USA, an der Einfahrt vom Atlantik in die Chesapeake Bay. Erbaut wurde Cape Henry Light im Jahr 1792. 1881 wurde ein zweiter Turm errichtet.
Das Cape Henry Lighthouse war der erste von der Regierung autorisierte Leuchtturm auf dem Gebiet der damaligen USA. Entwickelt und gebaut wurde der erste Leuchtturm vom New Yorker Architekten John McComb Jr., der später an der Entwicklung der New York City Hall beteiligt war.
Cape Henry Lighthouse ist seit Oktober 1966 als Struktur im National Register of Historic Places eingetragen. Seit April 1970 hat der Leuchtturm den Status eines National Historic Landmarks.
Die beiden Leuchttürme wurden 2002 von der American Society of Civil Engineers in die List of Historic Civil Engineering Landmarks aufgenommen.